# Soy leyenda (película)
Soy leyenda (en inglés: I Am Legend) es una película de terror y ciencia ficción postapocalíptica estadounidense de 2007, dirigida por Francis Lawrence y protagonizada por Will Smith. Es la tercera adaptación cinematográfica de la novela homónima de 1954 de Richard Matheson, siguiendo a The Last Man on Earth, de 1965, y The Omega Man, de 1972.
Smith interpreta al virólogo Robert Neville, quien es inmune a un virus hecho por el ser humano, creado originalmente para curar el cáncer. Él trabaja para crear un antídoto mientras se defiende de los mutantes originados por el virus. Warner Bros. comenzó a desarrollar Soy leyenda en 1994 y varios actores y directores se unieron al proyecto, aunque la producción se retrasó debido a problemas presupuestarios relacionados con el guion.

## Argumento
En el año 2009, después de que la doctora Alice Krippin modificara genéticamente un virus del sarampión como cura para el cáncer, dicho virus mutó, generando una extraña pandemia. El teniente coronel Robert Neville, un virólogo del Ejército de Estados Unidos, queda como posiblemente el último humano del mundo sin contagiar en una desolada y desértica  ciudad de Nueva York. La imagen de la devastación de Nueva York comienza en 2012, con una serie de programas de noticias de una televisión local grabados ya hace tiempo, que revelan que la pandemia que asoló al mundo comenzó siendo una vacuna que parecía que iba por buen camino pero que mutó, provocando que al infectarse un humano o un animal se convirtiera en una criatura parecida a un vampiro, (aunque esta criatura no tiene relación con los infectados, solo que tienen caractisticas similares), en el cual concurrirían los siguientes síntomas: se degeneraría a un estado primitivo y agresivo, perdería el cabello y sería extremadamente vulnerable a las radiaciones UV del sol, obligándolo a ocultarse en las sombras (cuevas, edificios abandonados, etcétera) durante el día. 
Al final del primer año de la infección, el 90% de la población humana (unos 5400 millones de personas) del planeta murió a causa de la infección. Un 9% (588 millones, aproximadamente) resultó infectada, pero en vez de morir se convirtió en esas criaturas, mientras el resto (unos 12 millones), quienes de manera natural eran inmunes al virus, fueron perseguidos y asesinados por quienes estaban infectados, o se suicidaron debido al aislamiento del mundo exterior.
Tres años después del brote y tras pasar muy duros momentos, Robert Neville teme que pueda ser el último humano en su país, o quizás en el mundo. En una Manhattan que carece de todo rastro de humanos, y donde empieza a aflorar la naturaleza, Neville vive una vida rutinaria y aburrida en la que destina su tiempo a investigar curas para el virus y tomar suministros para pasar las duras noches llenas de ruidos de los 'monstruos' y la soledad, y solo cambia el plan si un día le surge la idea de ir a cazar ciervos por Wall Street o jugar al golf en el puerto de Manhattan. Todos los días emite en toda la banda de AM mensajes grabados en los que pide por favor que si hay algún otro superviviente se reúna con él al mediodía en South Street Seaport. 
Unos flashbacks en sus sueños le estremecen cuando recuerda la muerte de su mujer, Zoe (Salli Richardson), y su hija, Marley (Willow Smith, hija de Will Smith en la vida real), en un accidente de helicóptero durante la evacuación de la isla, cuando se impuso la cuarentena militar de la Isla de Manhattan en 2009. Neville solo se puede relacionar con su perra Samantha, la cual a lo largo del largometraje se define como su gran compañera. Para evitar la demencia, coloca unos maniquíes en algunos locales que él visita con frecuencia para tratarlos como a humanos.

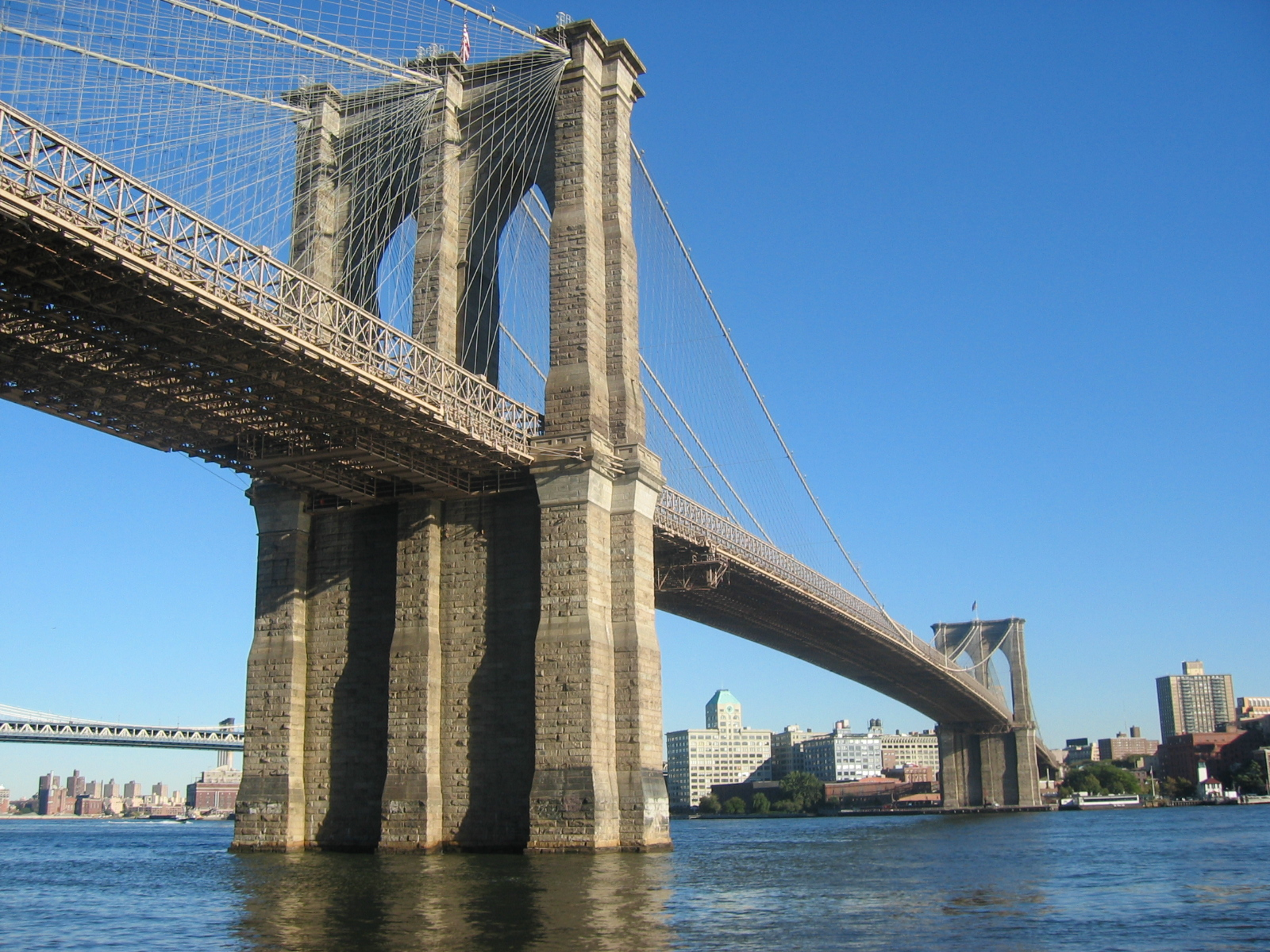
El Puente de Brooklyn sirvió como escenario de Soy leyenda, destruido en la película para que el virus no se propagara con las personas que salían de la isla.

Robert Neville, experimentando en ratas, encuentra una cura derivada de su propia sangre, por lo que pone un cebo (unas gotas de sangre humana) en un edificio en sombras y, debido a la falta de alimento una mujer cae en la trampa. Un hombre infectado (Dash Mihok) lo mira con odio y rabia de no poder salir al sol para vengarse (posiblemente la mujer que cayó en la trampa fuese su esposa). En su laboratorio, que se encuentra en el sótano de su edificio, fuertemente protegido y aislado ante los posibles ataques nocturnos, Neville trata a la mujer infectada sin éxito. Al día siguiente, disgustado por el fracaso de la prueba, observa en las ruinas de Nueva York un maniquí que a él le parece que está puesto estratégicamente en un puente con sombra y junto a la Grand Central Terminal Station de Nueva York. Paranoico, y casi al borde de la locura, se pone a increpar y a "conversar" con el maniquí para que éste le explique cómo llegó hasta allí. Luego le dispara con su carabina y al acercarse cae en una trampa similar a la que utilizó para capturar a la mujer y queda inconsciente. Ahí se revela que él mismo había colocado esa trampa, pero que en su proceso de enajenación mental no lo recordaba. 
Al despertar puede escuchar la alarma de su reloj, que le indica que debe refugiarse antes de que se ponga el sol y los mutantes salgan a la calle. Al liberarse de la trampa, él y su perra son atacados por tres perros infectados, enviados por el hombre mutante.
Se hace notar que de alguna manera este hombre está siguiendo a Neville por la ciudad; el Coronel consigue llegar a rastras a su camioneta, debido a que al liberarse y caer de la trampa se clava accidentalmente la navaja con la que corta el lazo del que estaba amarrado, y saca una pistola para dar muerte a dos de los perros, uno de los cuales muerde a Sam, quien mata al tercer perro. Aunque ésta no pueda infectarse por la suspensión del virus en el aire, es infectada por la mordedura. Neville, después de huir del lugar, le inyecta a Samantha un suero experimental, pero sigue mostrando signos de infección y se vuelve violenta. Robert se ve obligado a matarla y queda solo. 
En el triste mundo que Robert descubre sin la compañía de su perra estando solo y desesperado, lanza un ataque suicida contra los infectados en el puente de Manhattan, con una trampa de un poco de su sangre en un maniquí, atacándolos con su camioneta. Entre ellos se ve de nuevo al hombre mutante y se hace evidente que lo persigue y que tiene algún tipo de relación con la mujer infectada. Neville casi es asesinado por ellos, pero es rescatado por un par de sobrevivientes inmunes: Anna Montez (Alice Braga) y un niño, llamado Ethan (Charlie Tahan), que han viajado desde Maryland tras escuchar uno de los mensajes de radio. Llevan al herido de nuevo a su casa, el número 11 de Washington Square, donde le cosen las heridas y se las desinfectan. Neville se muestra poco sociable y agresivo tras los duros momentos que ha pasado. Anna le explica que sobrevivieron al brote ya que estaban a bordo de un buque de evacuación de la Cruz Roja en São Paulo y se dirigían a una supuesta colonia de sobrevivientes en Bethel, Vermont.
La siguiente noche, el jefe del grupo que persigue a Neville se reúne con un grupo de infectados que han seguido a Anna e Ethan en su huida. Dirigidos por él, atacan la casa, que cuenta con una línea de explosivos en todos los vehículos aparcados enfrente de ella. Sus habitantes están acorralados y buscan refugio en el laboratorio del sótano. Observando a la mujer infectada con la que Neville experimentó, Anna nota que tiene una apariencia tranquila y un ritmo cardíaco estabilizado, con lo que Neville se da cuenta de que consiguió la cura, por lo que le entrega a Anna una muestra de su propia sangre. Luego la esconde a ella y a Ethan en un pequeño refugio. Neville, tras un grueso vidrio, comienza a gritarles (en vano) a los infectados que ha encontrado la cura y que puede salvarlos, mientras el "macho alfa" trata de romper el cristal. 
Cuando el cristal comienza a quebrarse, Robert saca una granada de un cajón y cuando por fin sucumbe ante el ataque de los infectados, se arroja contra ellos con la granada en mano. Robert Neville sacrifica su vida por salvar la humanidad.
Luego, Anna y Ethan escapan a Vermont, y llegan a la colonia de supervivientes, en donde entregan a los médicos y oficiales la cura. Anna dice que el remedio de Neville permitió a la humanidad sobrevivir y reconstruir las ciudades, estableciendo que ahora la humanidad es su legado, por lo que es reverenciado como un héroe; una "leyenda".

### Final alternativo
La película antes de terminar fue alterada drásticamente, con la mayoría de los cambios realizados en la escena de la lucha entre Neville y los infectados en su laboratorio. El supervisor de efectos visuales Janek Sirrs relata el final original que se daba después de la lucha: «En ese momento, la hipótesis sobre la naturaleza de estas criaturas de Neville resulta ser incorrecta. Vemos que se ha conservado algo de su humanidad. Es un momento muy importante entre el macho alfa y Neville». David Schaub dijo: «Entonces, Neville finalmente cura a la hembra alfa; este momento es de un poco de amor entre los dos». Los infectados recuperan a la hembra alfa y la vida de Neville es repuesta. El final muestra que Neville, Ana y Ethan cruzan los restos del puente de George Washington con la esperanza de encontrar otros supervivientes, acompañados de una grabación de Ana a los supervivientes diciéndoles que hay una esperanza. Neville usaba generadores a gasolina para tener energía eléctrica en su hogar.

## Reparto
- Will Smith como el Dr. Robert Neville, protagonista de la historia
- Alice Braga como Anna
- Charlie Tahan como Ethan
- Salli Richardson como Zoe Neville
- Dash Mihok como Macho Alfa Infectado
- Willow Smith como Marley Neville
- Emma Thompson como la Dra. Alice Krippin (sin acreditar)
- Joanna Numata como Hembra Alfa Infectada
- Darrell Foster como Mike
- Abbey y Kona como Samantha, la perra pastor alemán
- Pat Fraley como la voz del presidente de Estados Unidos

Además, el cantante Mike Patton pone voz a los efectos vocales de las criaturas.

## Producción

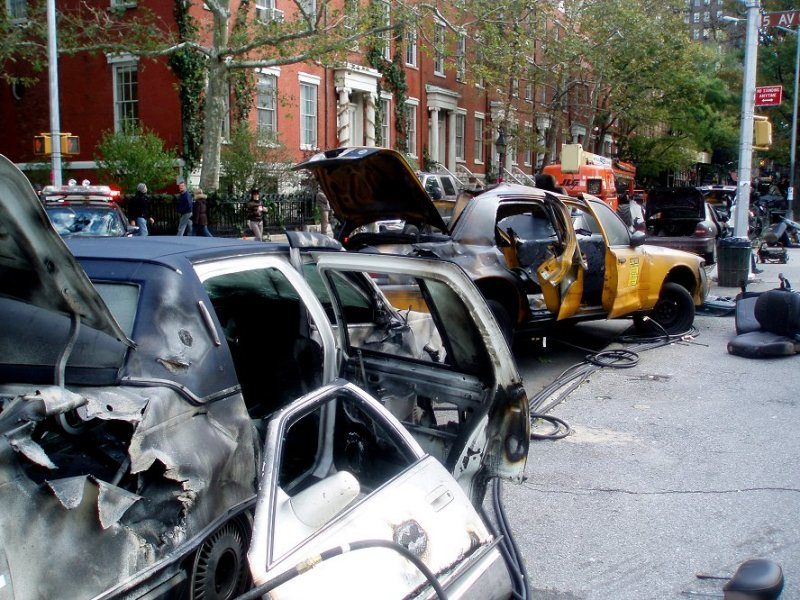
Esta era Washington Square el 31 de octubre de 2006, cuando se estaba preparando el área para el rodaje nocturno de Soy leyenda. Al fondo se puede ver la casa en la que vive el personaje de Will Smith.

### Desarrollo
A fines de la década de 1990 hubo un resurgimiento del género de terror de ciencia ficción. En 1995, Warner Bros. comenzó a desarrollar el proyecto cinematográfico después de haber obtenido los derechos de la novela Soy leyenda de Richard Matheson desde 1970 y de la película The Omega Man. Mark Protosevich fue contratado para escribir el guion después de que el estudio quedó impresionado con su guion especulativo de The Cell. El primer borrador de Protosevich tomaba lugar en el año 2000 en San Francisco, California, y contenía muchas similitudes con la película terminada, aunque los Darkseekers (también llamados 'Hemocitos') eran civilizados, similares a las criaturas en The Omega Man y además Anna era una solitaria adicta a la morfina, así como el hecho de que había un personaje Hemocito llamado Christopher que se unía a Neville. Warner Bros. inmediatamente empezó a agilizar la película, trayendo consigo a Neal H. Moritz como productor.
Los actores Tom Cruise, Michael Douglas y Mel Gibson habían sido considerados para protagonizar la película, con un guion de Protosevich y con Ridley Scott como director; sin embargo, en junio de 1997, la preferencia del estudio era por el actor Arnold Schwarzenegger. En julio de ese año, Scott y Schwarzenegger concluyeron las negociaciones, con una producción programada para comenzar el próximo mes de septiembre, utilizando a Houston para ajustarlo al escenario de Los Ángeles. Scott remplazó a Protosevich por un guionista de su propia elección, John Logan, con quien pasó meses de intenso trabajo en diferentes borradores. La versión de Scott/Logan de Soy leyenda era una mezcla de acción de ciencia ficción y suspenso psicológico, sin diálogos en la primera hora y con un final sombrío. Las criaturas en la Leyenda de Logan eran similares a los Darkseekers de la película terminada en su bárbara naturaleza animal. El estudio, por temor a su falta de atractivo comercial y potencial de comercialización, comenzó a preocuparse por las libertades que le habían dado a Scott —a instancias de su racha negativa en fracasos de taquilla— y presionaron al equipo de producción a reconsiderar la falta de acción en el guion. Después de un proyecto "esotérico" del escritor Neal Jiménez, Warner Bros. reasignó a Protosevich al proyecto, teniendo que trabajar a regañadientes con Scott de nuevo.
En diciembre de 1997, el proyecto se puso en duda cuando el presupuesto proyectado aumentó a $108 millones de dólares, debido a la publicidad y el escrutinio de los accionistas del estudio en la financiación de una película de gran presupuesto. Scott volvió a escribir el guion en un intento de reducir el presupuesto de la película a $20 millones, pero en marzo de 1998, el estudio canceló el proyecto debido a los continuos problemas presupuestarios y, muy posiblemente, al fracaso de taquilla de las tres últimas películas de Scott: 1492: Conquest of Paradise, White Squall y G.I. Jane. Del mismo modo, las últimas películas de Schwarzenegger en ese entonces (Eraser y Batman & Robin, de Warner Bros.) tuvieron un rendimiento inferior y las últimas experiencias del estudio con las películas de ciencia ficción de gran presupuesto Esfera y The Postman fueron negativas también. En agosto de 1998, el director Rob Bowman se unió al proyecto, con Protosevich contratado para escribir un tercer proyecto totalmente nuevo, mucho más orientado a la acción que sus versiones anteriores, pero el director (que al parecer deseaba a Nicolas Cage para interpretar al protagonista) pasó a dirigir Reign of Fire y el proyecto no consiguió despegar.
En marzo de 2002, Schwarzenegger se convirtió en el productor de Soy leyenda, iniciando negociaciones con Michael Bay para dirigir y Will Smith para protagonizar la película. Bay y Smith se sintieron atraídos por el proyecto basado en un nuevo guion que reduciría su presupuesto. Sin embargo, el proyecto fue dejado de lado debido al presidente de Warner Bros., Alan F. Horn, a quien no le gustó el guion. En 2004, el jefe de producción Jeff Robinov le pidió a Akiva Goldsman que produjera la película. En septiembre de 2005, el director Francis Lawrence firmó un contrato para dirigir el proyecto, con una producción programada para comenzar en 2006. Guillermo del Toro fue originalmente una opción para dirigir a Smith, pero lo rechazó con el fin de dirigir Hellboy II: The Golden Army. Lawrence, cuya película Constantine fue producida por Goldsman, estaba fascinado por los entornos urbanos vacíos. Él dijo: "Algo siempre me ha llamado mucho la atención sobre eso... el haber experimentado tanta pérdida, no estar rodeado de personas o ningún tipo de interacción social por tanto tiempo".
Goldsman asumió el proyecto mientras admiraba la segunda adaptación de la película Soy leyenda, The Omega Man. Una reescritura se hizo para distanciarse del proyecto de las otras películas de zombis inspiradas en la novela, así como de la recientemente estrenada 28 Days Later, a pesar de que Goldsman se inspiró en las escenas de un Londres desierto en la película de terror británica para crear las escenas de una Nueva York desierta. Un esquema escena por escena de 40 páginas de la película se desarrolló en mayo de 2006. Cuando se presentaron retrasos en Hancock, película de Smith que estaba prevista para ser estrenada 2007, se propuso cambiar de lugar las películas del actor. Esto significaba que el rodaje debería comenzar en dieciséis semanas: la producción tenía luz verde, utilizando el guion de Goldsman y el esquema. Elementos del guion de Protosevich se introdujeron, mientras el equipo consultaba con expertos sobre enfermedades infecciosas y el régimen de aislamiento. La reescritura continuó durante el rodaje, debido a las habilidades de improvisación de Smith y la preferencia de Lawrence de mantener varias escenas en silencio. El director había visto la película The Piano, de Jane Campion, con el volumen abajo para no molestar a su hijo recién nacido y se dio cuenta de que el silencio puede ser muy efectivo en el cine.

### Rodaje
La producción comenzó en 2006 en la ciudad de Nueva York, filmando principalmente en localidades de la ciudad, incluyendo una escena de $5 millones de dólares en el puente de Brooklyn. Cabe también destacar, que el rodaje, que se hizo principalmente en 6 localidades de esa ciudad, causó tantas molestias a los neoyorquinos, que Will Smith tuvo que disculparse al respecto.

### Final alternativo
Varias escenas fueron cambiadas antes del estreno de la película, especialmente el enfrentamiento entre Neville y los infectados en su laboratorio. En el final, el macho alfa hace una mancha en forma de mariposa en el cristal. Neville se da cuenta de que el macho alfa está identificando a la mujer con la que estaba experimentando por un tatuaje de mariposa, y el macho alfa la quiere de vuelta. Neville pone su arma en el suelo y vuelve a la mujer infectada. Neville y el macho alfa se miran fijamente; Neville se disculpa con los Darkseekers, el macho alfa acepta su disculpa y los infectados se marchan. Impresionado por la terrible experiencia, Neville se sienta por un momento en su laboratorio. Echándole una mirada a las fotos de sus numerosos sujetos de prueba, las implicaciones de sus métodos de investigación comienzan a abrirse paso en él. El plano final sigue a Neville, Ana y Ethan a medida que se alejan en auto hacia el campamento de los supervivientes en Vermont con el antídoto.
De acuerdo con el supervisor de efectos visuales Janek Sirrs: "En ese momento, las suposiciones de Neville —y de la audiencia— sobre la naturaleza de estas criaturas han demostrado ser incorrectas. Vemos que realmente han conservado parte de su humanidad. Hay un momento muy importante entre el macho alfa y Neville".

## Cambios significativos respecto a la novela
- El entorno geográfico de la película pasa a ser Nueva York en vez de Los Ángeles, ubicación original de la novela.
- La época en que transcurre el relato es entre 2010 y 2013 en la película, en vez de 1977 y 1980, como en la novela.
- En la novela, Neville conoce a una mujer llamada Ruth, quien había huido de los infectados tras la muerte de su esposo, lo cual aumenta las sospechas de Neville de que está infectada y descubre posteriormente que sí está infectada pero que tiene características de un ser humano. En la película, Neville es salvado por Anna y su hijo Ethan, y les dice la dirección de su casa, donde en un principio tiene problemas para socializar, ya que era la primera vez que veía a no infectados en años.
- Robert Neville se muestra en la novela como un hombre desesperado, solo, quien se refugia en la bebida; que por el día se dedica a cazar a los "vampiros" mientras estos duermen. En la película, Neville va acompañado de su perra Sam y su adicción al alcohol no existe, aunque sí coloca maniquíes en distintos lugares, a los que pone nombres, para poder "charlar" con ellos y no sentirse tan solo. Tampoco caza a los vampiros durante el día, salvo algún ejemplar vivo con el que experimentar las curas que va desarrollando.
- Los vampiros de la novela conservan la fisonomía humana casi intacta, salvo algunos matices, como la palidez que adquieren. En el filme se nos muestra unos vampiros mucho más fantásticos y salvajes (más bien mutantes). aunque si son curados recuperan la apariencia humana normal. Además, en la novela se mantiene la mitología original del vampiro, como su temor al ajo, las cruces y la luz del sol.
- En la novela no existe ningún grupo de humanos supervivientes al virus, siendo Neville realmente el último miembro de la raza humana en estado puro.
- Mientras en el film de Lawrence, Neville se convierte en una leyenda por su autosacrificio para salvar a la humanidad del virus, en la novela es ejecutado por una raza vampírica evolutivamente superior. Neville es leyenda por haberse convertido en un monstruo para la nueva sociedad y haber sido el último hombre vivo sobre la Tierra.
- En cuestiones de fondo la película trata sobre la esperanza y el amor, mientras que la novela, por el contrario, plantea dilemas morales sobre el bien y el mal, y sobre la sociedad. (Véase Soy leyenda, novela.)

## Recepción
Soy leyenda se estrenó el 14 de diciembre de 2007 en Estados Unidos y Canadá, y abrió con la taquilla más alta (sin contar la inflación) para una película no navideña estrenada en ese país en diciembre. Al final la obra cinematográfica se convirtió en un auténtico éxito de taquilla. Fue la séptima película más taquillera de 2008, recaudando $256 millones de dólares a nivel nacional y $329 millones a nivel internacional, para un total de $585 millones de dólares. 
También consiguió un buen número de críticas mayoritariamente favorables, en las que sólo cuestionaban el final, que consideraron demasiado religioso y alejado de la esencia de la novela original.

## Secuela
En 2013, Warner Bros. anunció que se habían hecho ofertas para producir «otra entrega» (no la precuela rumoreada en 2009), con la intención de contar con Will Smith repitiendo su papel. En mayo de 2013, Smith confirmó en The Chris Moyles Show que los productores habían participado activamente en la escritura de un guion, pero que él no estaba involucrado de momento en el proyecto.
En 2023, tras 15 años del lanzamiento de Soy Leyenda, el actor Will Smith público una foto en sus redes sociales en el que mostraba la ciudad de Nueva York en ruinas, haciendo referencia a dicha película, por lo que no tardaron en llegar rumores de una secuela, siendo más tarde confirmada por Warner Bros, además de la incorporación del actor Michael B. Jordan como protagonista junto con Will Smith.

### Literatura
- Matheson, Richard (2008). Soy leyenda. colección Pegasus, cartoné. Barcelona: Ediciones Minotauro. ISBN 978-84-450-7657-6.
- – (2008). Soy leyenda. edición película, rústica. Booket. Barcelona: Ediciones Minotauro. ISBN 978-84-450-7672-9.

### Cómic
- Matheson, Richard & Brown, Elman (2008). Soy leyenda. rústica. Barcelona: Norma Editorial. ISBN 978-84-9847-116-8.